# 大件垃圾

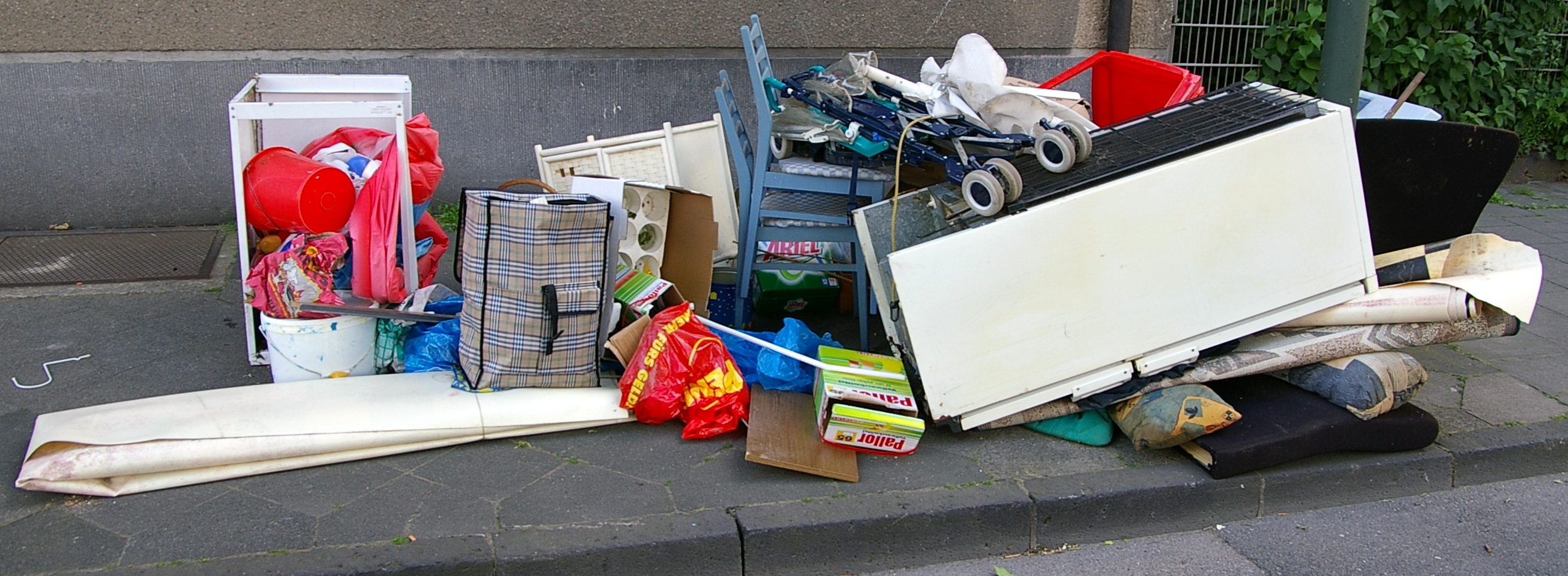
在德国不少城市都规定某一日为大件垃圾回收日，市民于当日将大件垃圾放于路边即可。

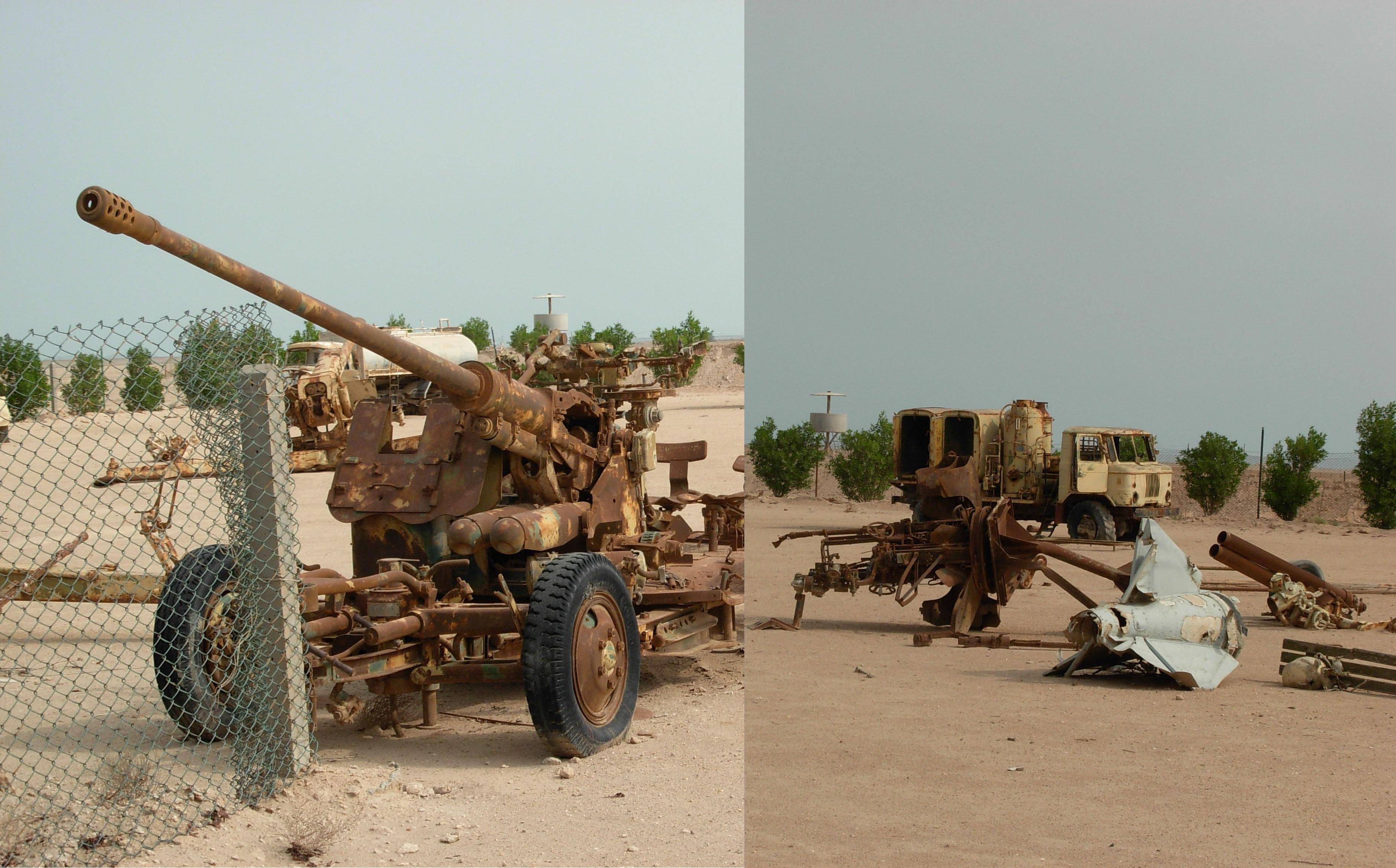
废弃的大件武器

大件垃圾或大型廢棄物，指体积较大的垃圾，包括家庭笨重的家具，由于其规模或性质不符合经批准的垃圾容器，因此不能与生活垃圾一起投入普通生活垃圾箱。在运送上，大件垃圾将被区别于普通生活垃圾分开运送。

## 收集
大件垃圾收集走三条路径：
- 在预先确定的日期的收集被居民放置在路边的大件垃圾。

- 通常被称为“大件垃圾电话预约服务”，需要提供垃圾收上门集服务的客户， 必须提前打电话给收集站预约上门服务时间。

- 无需预约直接送到垃圾收集站。在大多数情况下，遗弃垃圾不是免费的。

大件垃圾的收集会使用一个特殊的垃圾车，车子上有压轧设备，但不像普通垃圾车有倒垃圾桶的装置。被挤压后的垃圾成形块会被装载到收集车辆后部运走。粉碎压实机压实大件垃圾。压实机有压力400千牛液压约110巴的压力。可处理40吨的大件垃圾。这样大件垃圾收集车可以车载压实垃圾10吨左右。木材，纸，纸板和金属将被分开收集到单独的车辆，大件垃圾会被拆除后回收，剩下不可回收的被在焚烧炉中燃烧。在许多社区，你可以看到大件垃圾被运送走的前一天晚上，会有人寻找的大件垃圾有用的东西，因为人们常常也扔掉保存完好或仍然有用的东西。然而，在一些社区会有栅栏围起废弃物收集点，只有居民有钥匙可以打开栅栏使用垃圾设施。
大件垃圾不是马上就收集的，有时是数天被放在的道路边上。居民会把垃圾聚集起来，非常快就会形成小垃圾堆。至于危险废物，不正当处理是非法的，也是一种犯罪，是要承担后果的。